# Passirac
Passirac település Franciaországban, Charente megyében. Lakosainak száma 251 fő (2022. január 1.). Passirac Berneuil, Brossac, Châtignac, Chillac, Guizengeard és Sainte-Souline községekkel határos.

## Népesség
A település népességének változása:
| Lakosok száma | 341  | 242  | 217  | 241  | 231  | 236  | 240  | 240  | 244  | 251  |
|               | 1968 | 1982 | 1990 | 2006 | 2013 | 2015 | 2017 | 2019 | 2020 | 2022 |